# COVID-19-Pandemie in Südossetien

Lage vom völkerrechtlich zu Georgien gehörenden Südossetien

Die COVID-19-Pandemie tritt in Südossetien seit März 2020 als Teil der weltweiten COVID-19-Pandemie auf, die im Dezember 2019 in China ihren Ausgang nahm. Die COVID-19-Pandemie betrifft die neuartige Erkrankung COVID-19. Diese wird durch das Virus SARS-CoV-2 aus der Gruppe der Coronaviridae verursacht und gehört in die Gruppe der Atemwegserkrankungen. Ab dem 11. März 2020 stufte die Weltgesundheitsorganisation (WHO) das Ausbruchsgeschehen des neuartigen Coronavirus als weltweite Pandemie ein.

## Verlauf
Am 6. Mai 2020 traten die ersten drei Covid-19-Fälle in Südossetien auf. Alle Kontaktpersonen, einschließlich der behandelnden Ärzte wurden unter Quarantäne gestellt.

## Maßnahmen der Regierung
Am 20. März 2020 wurden alle Schulen des Landes geschlossen. Wiedereinreisende Bewohner Südossetiens werden unter Quarantäne gestellt. Seit dem 5. April 2020 sind die Grenzen zwischen Russland und Südossetien und Georgien und Südossetien geschlossen. Für Einreisen ist eine zweiwöchige Quarantäne vorgeschrieben. Fahrzeuge werden an den Grenzen desinfiziert. In Südossetien gibt es nur ein Labor für Covid-19-Tests in begrenzter Anzahl und eine Intensivstation mit 26 Beatmungsgeräten.